# ARM Cortex-A73
L'ARM Cortex-A73 est un processeur de la famille des ARMv8, 64 bits, proposé par ARM, successeur du Cortex-A72 dont il est 30 % plus puissant et efficace énergétiquement à destination de la réalité virtuelle annoncée en mai 2016, il doit être gravé par un processus 10 nm en collaboration avec TSMC, et être couplé au processeur graphique Mali-G71.